# فرجينيا ماي براون
فرجينيا ماي براون (بالإنجليزية: Virginia Mae Brown) هي محامية أمريكية، ولدت في 13 نوفمبر 1923 في Pliny, West Virginia ‏ في الولايات المتحدة، وتوفيت في 15 فبراير 1991 في تشارلستون في الولايات المتحدة بسبب نوبة قلبية.